# Jimmy Two-Shoes
Jimmy Two-Shoes is een Canadese animatieserie, die sinds maart 2009 wordt uitgezonden. De serie was in Nederland in nagesynchroniseerde vorm te zien op Jetix/Disney XD. In het Engels is de serie te zien op Teletoon (Canada), Disney XD (Verenigde Staten, Verenigd Koninkrijk) en ABC3 en Cartoon Network (Australië).

## Verhaal
De serie draait om het gelijknamige 14-jarige personage, dat in alles wel iets leuks ziet. Hij woont in Ellendestad (Misseryville), een plaats gevuld met demonen en monsters. Dit weerhoudt hem er echter niet van om overal lol aan te beleven. Maar Jimmy heeft meestal toch pret in Ellendestad, hier maakt de hoofdschurk Lucius Linkus de 7e zich erg druk om.

## Personages

### Hoofdpersonages
- James "Jimmy" Two-Shoes is een 14-jarige jongen die woont in Ellendestad (Miseryville). Hij is het voornaamste personage in de serie. Zijn aartsvijand Lucius wil hem maar al te graag ellende bezorgen. Maar dat maakt hem niets uit. Samen met zijn vriendjes Beezy en Heloise beleeft hij maffe avonturen. Hij ziet in alles wel iets leuks. Zijn bijnaam voor Lucius is "Lucy". Hij is een beetje verliefd op Heloise. Zij en Jimmy zijn eigenlijk de enige mensen in Ellendestad. Jimmy is een fan van de popgroep Loopneus en de Bloedneuzen.
- Beezy J. Linkus: is de beste vriend van Jimmy. Hij is de zoon van Lucius Linkus de Zevende, maar lijkt in niets op zijn vader. Hij doet ook altijd met Jimmy en Heloise mee. Hij is net als Jimmy een fan van Loopneus en de Bloedneuzen.
- Heloise is de andere vriendin van Beezy en Jimmy en werkt voor Lucius bij Ellende B.V. Ze ziet er lief uit. Maar als je haar beter leert kennen weet je al wat ze allemaal uitspookt. Zij heeft een oogje op Jimmy. Hij en Heloise zijn de enige mensen in Ellendestad. Zij is net als Jimmy en Beezy en fan van Loopneus en de Bloedneuzen.
- Lucius Linkus de Zevende is de baas van Ellendestad. Hij bezit Ellende B.V. en is de slechterik van de serie. Iedereen die in Ellendestad woont moet hard voor hem werken. Maar hij wil de inwoners nog harder voor hem laten werken. Zijn aartsvijand is Jimmy. Lucius is 32 jaar oud. Hij vindt dat zijn zoon Beezy niet de beste vrienden heeft.
- Samy heeft grote dromen en is de rechterhand en de vriend van Lucius. Hij houdt minder van ellende dan Lucius. Hij praat raar en is 23 jaar.
- Cerbee is Jimmy's huisdier. Hij is erg aardig, maar als je hem druk maakt weet je maar nooit wat hij kan doen. Als hij verliefd is, verandert hij steeds van kleur en doet hij erg gek.

### Nevenpersonages
- Jez is de vrouw op wie Lucius verliefd is. Maar zij vindt Lucius een vervelende kerel. Ze heeft een haarmodel uit de jaren tachtig.
- Saffy is Beezy's liefde. Ze houdt niet van standbeelden. Als ze er één ziet, roept ze: "Slopen!" En dan sloopt ze het. Saffy gedraagt zich als Izzy uit Total Drama Island.
- Generaal Molotov is de generaal bij Ellende B.V. Hij praat met een Russisch accent.
- Mevrouw Molotov is de vrouw van Generaal Molotov en praat met een Italiaans accent.
- Tori is de zoon van de Molotovs. Hij vindt Beezy maar stom.
- Baby Blamo is de kleiste dochter van de Molotovs. Je moet niet te dichtbij haar komen, want dan spuugt ze je onder het paarse slijm.
- Lucius Linkus de Zesde is de vader van Lucius en de opa van Beezy.
- Ooh-mannetje is een klein paars mannetje dat steeds "Ooh" "Ooh" "Ooh" zingt op de achtergrond. Misschien hoort hij wel bij een mannenkoor. In de korte filmpjes was hij bij Heloise omdat hij niet zo goed meer kom zingen.
- Dorkus is de drukke en onhandige assistent van Heloise. Hij praat met een hete aardappel.
- Wezels zijn de vijanden van Jimmy, Beezy, Heloise en Lucius. Ze halen allemaal heel flauwe streken uit. Je hoeft maar één ding aan ze te vragen of er zit alweer een streek achter.
- Jasmeen is het huisdier van Jez. Zij en Cerbee hebben een oogje op elkaar.

## Nederlandse stemmen
- Jimmy - Philip ten Bosch
- Beezy - Huub Dikstaal
- Heloise - Lottie Hellingman
- Lucius - Jan Nonhof
- Samy - Reinder van der Naalt
- Jez - Isa Hoes
- Saffy - ?
- Molotov - ?
- Molotovs vrouw - ?
- Tori - ?
- Lucius Linkus 6e - ?
- Dorkus - ?
- Dokter Professor - Ruud Drupsteen
- Lotte Horlings
- Huub Dikstaal

## Afleveringen
De meeste afleveringen van de serie zijn opgebouwd uit twee kortere stukken van elk ongeveer 11 minuten. Verder bestaan er van de serie ook enkele korte filmpjes van ongeveer een minuut.

### Seizoen 1 (2009)
- Zo schaal als een kaassoufflé/Het verlanglijtje van Heloise
- De gemaskerde borhamer/Hoge Nood
- IJslollies/Cheé Beezy
- Knoei Tube/Monster Mutt
- Een koude dag in Ellendestad/Ellende-Berg
- De Compeditie/Jimmy, hang niet de held uit
- Ver Onder Par/Jimmy de koppelaar
- Jimmy Gets a Stache/Butley de Butler
- Super Inktvis en Spagetti Beezy/Het afspraakje
- Lucius Kermis/Baby Boom
- Geen haar op m'n hoofd/Geestig, heel geestig
- Hittegolf/Mobilitus
- The product Tester/Invasion of the Weavils
- De Ellende B.V Katalogus/Net als Becham
- Was jij maar niet hier/Cerbee is verliefd
- Race-vlooien/Veel te veel Jimmys
- Rear Pickle/Clown Gone Wild
- Best Prank Ever/Slechte Hoorn Dag
- Nacht in het Linkus-Museum/I Married a Weavil
- Meet the Gnomans/There's Always a Hiccup
- I am Jimmy/Happy Birthday Lucius
- Fused Together/Bus Driving B.F.F.
- Huisdier Rotsie/Rocket Jimmy
- No Rules Rulez Jimmy/Best Bud Battle
- Heloise's Big Secret/Jimmy in the Big House
- Scent of a Heinous/There will be chocolate

### Seizoen 2 (2010-2011)
- Dance, Jimmy, Dance/Jimmy And Beezy On The Run
- Beezy J. Genius/My Best Friend's a Weavil
- Air Force None/Panda-Monium
- You Can't Keep a Heinous Down/The Terrific Trio
- Spring Broke/Zombie Pickle
- Bad Luck Jimmy/Misery Hearts
- High School Mule-Sical/Heloise Schmeloise
- Jimmy New-Shoes/What's Up With Heloise?
- Everyone Can Whistle/Heads Will Roll
- She Loves Me/Heinous vs. Clown
- The Mysterious Mr. Ten/Bird Brained
- Heloise's Secret Admirer/Miseryville Marathon
- Lucius Lost/Something About Herman
- Funny Face-Off/A Present for Jez
- Samy's New Gig/The Clean Sneak
- Six Over Seven/The Outsiders
- The Great Horn Fairy/The Collectors
- The Hooded Chicken/Make No Allowances
- Generation Text/Snowrilla
- Going Green/My So-Called Loaf

## Jimmy Two-Shoes op televisie
- Canada - Teletoon
- Verenigde Staten - Disney XD
- Nederland - Disney Channel, Disney XD
- België - Disney Channel
- Polen - Disney Channel, Jetix
- Mexico - Nickelodeon
- Colombia - Nickelodeon
- Argentinië - Nickelodeon
- Brazilië - Nickelodeon
- Verenigd Koninkrijk/Ierland - Disney XD
- Frankrijk - Disney XD
- Spanje - Disney XD
- Zweden - Disney XD
- Noorwegen - Disney XD
- Denemarken - Disney XD
- Finland - Disney XD
- Hongarije - Disney Channel
- Bulgarije - Disney Channel
- Roemenië - Disney Channel
- Moldavië - Disney Channel
- Griekenland - Disney XD
- Slowakije - Disney Channel
- Tsjechië - Disney Channel
- Azië - Cartoon Network
- Midden-Oosten - Disney XD
- Turkije - Disney XD
- Rusland - Disney Channel (2010), Jetix
- Japan - Disney XD
- Australië - ABC3
- Italië - Disney XD